# Selenia coreana
Selenia coreana är en fjärilsart som beskrevs av Eugen Wehrli 1940. Selenia coreana ingår i släktet Selenia och familjen mätare. Inga underarter finns listade.